# Tursiops
Tursiops Gervais, 1855 è un genere di cetacei odontoceti, appartenente alla famiglia Delphinidae.

## Tassonomia
Gli scienziati sono stati per molto tempo consapevoli che al genere Tursiops dovesse essere ascritta più di una specie, ma le prove erano assenti.

L'avvento delle moderne tecniche di biologia molecolare ha permesso di dipanare questo dubbio e oggi il mondo accademico è d'accordo sul fatto che esistano almeno due specie ascrivibili al genere Tursiops:
- Tursiops truncatus (tursiope comune): si trova nelle acque temperate fino agli oceani tropicali. La colorazione varia dal grigio chiaro al nero nelle parti dorsale e laterale, mentre la parte ventrale è più chiara. Può presentare una linea scura che corre dal rostro allo sfiatatoio.
- Tursiops aduncus (tursiope indo-pacifico): vive nelle acque attorno a India, Australia e Cina meridionale; presenta il dorso di colore grigio scuro e la parte ventrale bianca con macchie grigio-bluastre.

In passato le due specie sono state spesso confuse. Recenti prove genetiche suggeriscono che il tursiope indo-pacifico debba essere ascritto al genere Stenella, essendo più vicino alla stenella maculata atlantica (Stenella frontalis) che al T. truncatus. La questione è comunque tuttora controversa e alcuni scienziati, come LeDuc e Curry sostengono che il genere Tursiops abbia bisogno di una sostanziale revisione.
Nel Mar Nero è confermata la presenza delle sottospecie T. truncatus ponticus (tursiope del mar Nero).
La sottospecie T. truncatus gillii (tursiope del Pacifico), presente nell'Oceano Pacifico, non è più accettata ed il nome viene oggi considerato un sinonimo di  T. trucatus .

Inoltre nel 2011 è stata riconosciuta una terza specie che vive nelle acque dell'Australia.

Attualmente quindi sono tre le specie di tursiope accettate dalla maggior parte della comunità scientifica:
- Tursiops aduncus (Ehrenberg, 1832 [1833])
- Tursiops australis Charlton-Robb, Gershwin, Thompson, Austin, Owen & McKechnie, 2011
- Tursiops truncatus (Montagu, 1821)